# Комаров, Иван Евдокимович
Иван Евдокимович Комаров — советский военный лётчик-ас, одержавший 10 личных побед во время Великой Отечественной войны.

## Биография
Родился в 1918 году в селе Боково-Платово. Член КПСС.
Окончил Чугуевское военное авиационное училище лётчиков.
Участник Великой Отечественной войны на Калининском, Северо-Западном, Брянском, 1-м Прибалтийском, 3-м Белорусском, 2-м Прибалтийском и 1-м Белорусском фронтах: летчик-истребитель 127-го истребительного авиационного полка, командир звена 271-го истребительного авиационного полка, командир звена, заместитель командира, командир эскадрильи 64-го гвардейского истребительного авиационного полка
Совершил 310 боевых вылетов, провёл около 60 воздушных боёв, сбил лично 10 и в составе группы 4 самолёта противника.
В 1945—1958 гг. — командир эскадрильи, начальник воздушно-стрелковой службы, помощник командира 64-го гвардейского истребительного авиационного полка, помощник командира 431-го истребительного авиационного полка, слушатель Высших офицерских лётно-тактических курсов ВВС, военный советник Лётной инспекции ВВС в КНДР, заместитель по лётной подготовке 188-го истребительного авиационного полка, помощник командира по огневой и тактической подготовке 38-й истребительной авиационной дивизии.
В 1958—1973 гг. — работник народного хозяйства в Красном Луче Ворошиловградской области Украинской ССР
В 1973—1997 гг. — преподаватель начальной военной подготовки в Краснолучском горном техникуме.
Почетный гражданин Красного Луча (1995).
Умер в 2010 году в Красном Луче.

## Награды
- Орден Красного Знамени (17.03.1943, 19.07.1943, 31.07.1945, 27.12.1951, 30.12.1956)
- Орден Александра Невского (13.03.1944)
- Орден Отечественной войны I степени (19.08.1944, 11.03.1985)
- Орден Отечественной войны II степени (26.12.1942)
- Орден Красной Звезды (19.11.1951)